# Angela Buciu
Angela Buciu (n. 5 octombrie 1942, satul Cheud, comuna Năpradea, județul interbelic Sălaj) este o cântăreață de muzică populară și deputat în Parlamentul României în legislatura 2004 - 2008. În cadrul activității sale parlamentare, Angela Buciu a fost membru în grupurile parlamentare de prietenie cu Republica Federativă a Braziliei, Marele Ducat de Luxemburg, Republica Filipine și Regatul Belgiei.

## Studii
- absolventă a Facultății de Filologie, Institutul Pedagogic Baia Mare (1972)
- absolventă a Facultății de Filologie a Universității "Babeș-Bolyai" Cluj-Napoca (1981).

## Opere
- Destine neliniștite, Cluj-Napoca, Ed. Dacia, 2002
- Lada mea de zestre, Baia Mare, Ed. Eurotip, 2007
- Muzica vine din cer, Ploiești, Ed. Tipo-Man, 2009
- 15 discuri Electrecord
- casete, C.D.-uri - peste 120 de înregistrări muzicale.[1]

## Politician
A fost aleasă deputat PRM în circumscripția electorală nr. 26 Maramureș și validată pe 17 decembrie 2004 prin HCD nr.36/2004.

## Premii și distincții
- Ordinul Meritul Cultural clasa a V-a (12 septembrie 1968) „pentru merite deosebite în activitatea muzicală”[2]
- Crucea națională Serviciul Credincios clasa a III-a (29 noiembrie 2002) „pentru crearea și transmiterea cu talent și dăruire a unor opere literare semnificative pentru civilizația românească și universală”.[3]
- Ordinul Meritul Cultural în grad de Comandor, Categoria D - „Arta Spectacolului”, (7 februarie 2004) „în semn de apreciere a întregii activități și pentru dăruirea și talentul interpretativ pus în slujba artei scenice și a spectacolului”.[4]

Angela Buciu este consilier onorific al Primăriei Baia Mare și cetățean de onoare al orașului Baia Mare.
În 2025, Angela Buciu a primit titlul de Cetățean de onoare al județului Maramureș.